# Pierre Pellerin
Pierre A. Pellerin (Strasburgo, 15 ottobre 1923 – Parigi, 3 marzo 2013) è stato un medico francese esperto di radioprotezione.
È stato professore presso la facoltà di medicina Descartes di Parigi dal 1962 al 1992, emerito dal 1993. Fondatore e Direttore del Service central de protection contre les rayonnements ionisants (Servizio centrale di protezione dalle radiazioni ionizzanti - SCPRI), è stato anche fondatore e direttore dal 1956 al 1992, del Centre international de référence pour la radioactivité (Centro Internazionale di riferimento per la radioattività) dell'Organizzazione Mondiale della Sanità, dal 1967 al 1995.

## Vita e titoli accademici
Nel 1948, all'età di 25 anni si laurea a pieni voti in medicina, a Parigi e lo stesso anno si dedica alla specialità di radioprotezione e medicina del lavoro. Già assistente di biofisica dal 1946 al 1952, viene in seguito incaricato del corso in biofisica fino al 1954.
Contemporaneamente, dal 1950 al 1956, assume la direzione della ricerca al INSERM-CEA e nel 1954, ottiene la cattedra in biofisica e medicina nucleare presso la facoltà di medicina di Nancy. Dal 1955 al 1971 è professore associato alla facoltà di medicina dello stesso ateneo. Dal 1962 è biologo medico in medicina nucleare, per la pubblica assistenza negli ospedali di Parigi. Nel 1971 diventa titolare della cattedra di biofisica e medicina nucleare dell'Università Descartes di Parigi, fino al 1992, quando va in pensione per limiti d'età.

## Incarichi e missioni
Come esperto di radioprotezione, Pellerin ha avuto incarichi sia in Francia che all'estero.
In Francia dal 1960 al 1993, è stato presidente del comitato nazionale di esperti medici in materia di disastro nucleare, cosa che lo ha implicato in decisioni del 1986, dopo il disastro di Chernobyl, in prevenzione di effetti perniciosi causati da fall out radioattivo in Francia. Contemporaneamente è stato membro del Consiglio Superiore di Igiene Pubblica, della Commissione di impianti nucleari di base (ICBN), della Commissione Interministeriale sui radionuclidi artificiali (CIRSA), del Consiglio supremo della sicurezza nucleare, del Consiglio nazionale di metrologia (NCM), Commissario di Governo per l'Assemblea Nazionale al Senato e al Consiglio di Stato, occupandosi di regolamenti relativi alla protezione contro le radiazioni e radioattività; è stato anche perito di radioprotezione presso il Tribunale. Dal 1958 al 1994, è stato membro della commissione sicurezza nucleare franco-tedesca. Dal 1959 è esperto e consulente dell'Organizzazione Mondiale della Sanità.
Nel 1960, è stato mandato in missione governativa nei centri d'ispezione esperimenti a Reggane in (Algeria); dal 1978 al 1982, è stato a Moruroa in (Polinesia Francese). Nel 1984, è stato in missione presso il governo della Repubblica popolare cinese. Dal 1984, è stato esperto e consulente della Croce Rossa e Mezzaluna Rossa Internazionale
Dal 1955 al 1985, è stato membro della delegazione francese in seno allo United Nations Scientific Committee (UNSCEAR), in seguito fino al 1994, capo delegazione dello stesso, poi membro della commissione internazionale per la protezione radiologica (ICRP III).
Nel 1994, è stato mandato in missione in alcune regioni colpite dalla ricaduta radioattiva conseguente al disastro di Chernobyl, in Bielorussia, Russia, Ucraina, Siberia, Barents, Kazakistan
Dal 1983 al 1995, è stato membro del comitato scientifico e tecnico dell'Euratom.

## Opere e pubblicazioni
Pellerin ha pubblicato circa 75 lavori su elettrofisiologia, rilevazione dei radioisotopi, radiazioni, metabolismo dei radionuclidi, tossicologia radioattiva e radiazione standard.

## Riconoscimenti
Nel 1948, a 25 anni, riceve il premio These, alla facoltà di medicina di Parigi. L'anno successivo, riceve il premio Bergonie, all'Accademia di Medicina. Due anni dopo, il premio Barbier della Facoltà di Medicina di Parigi e nel 1957 il premio Delherm, all'Accademia di Medicina. Nel 1987 il premio della fondazione  del generale Muteau.

## Dopo il disastro di Chernobyl
La sera del 30 aprile 1986, quattro giorni dopo la catastrofe di Černobyl', in qualità di direttore del servizio centrale di protezione dalle radiazioni ionizzanti (SCPRI) francese, Pellerin scrisse un comunicato stampa annunciando che si osservava un aumento del livello di radioattività su tutto il territorio francese, ma che questo innalzamento non giustificava alcun provvedimento speciale per la salute. Intervistato per telefono, dichiarò che il vento non stava soffiando in direzione della Francia e non c'era pertanto alcun pericolo per la salute pubblica.. Il 2 maggio questa dichiarazione fu distribuita alla stampa.
Il 12 maggio Libération pubblicò un articolo sostenendo invece che le autorità francesi avrebbero mentito e che la nube radioattiva avrebbe effettivamente sorvolato la Francia. Le misurazioni della reale radioattività, secondo quella testata, sarebbero state occultate dal SCPRI.
Un rapporto del 2005 di Paul Gilbert e Genty Mouthon, sul ruolo avuto da Pellerin nel dopo-catastrofe, è stato acquisito all'istruttoria penale avviata nel 2001 a seguito di 511 denunce contro ignoti sporte dall'Associazione Francese dei pazienti con tumore alla tiroide, per la mancata protezione della popolazione contro il fallout radioattivo causato dall'incidente. Il 31 maggio 2006 Pellerin è stato chiamato a testimoniare al tribunale di Parigi dal giudice istruttore Marie-Odile Bertella-Geffroy. All'interrogatorio è stato convenuto come "testimone assistito", figura intermedia fra il teste e l'imputato.
Il 20 novembre 2012 viene riconosciuto innocente dalla Corte di Cassazione di Parigi.